# Architettura assira

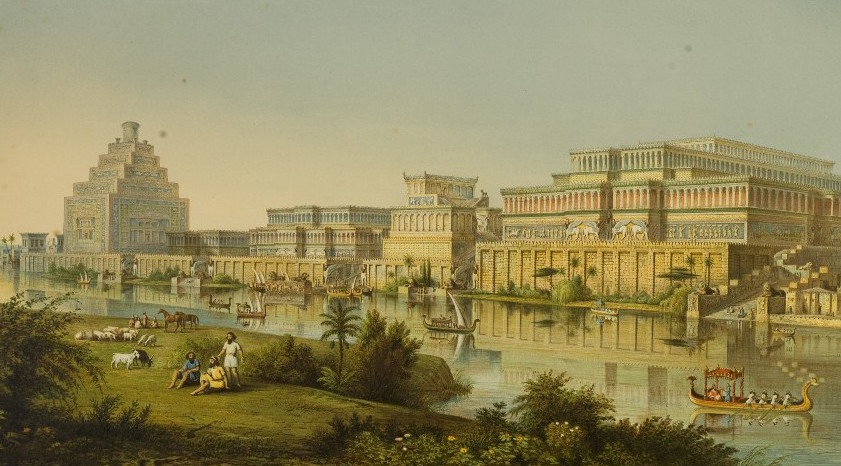
Il Palazzo di Nimrud restaurato, James Fergusson, The monuments of Nineveh, Austen Henry Layard, 1853

L'architettura assira si sviluppò in Assiria (l'attuale Iraq) in tre periodi: Antico Impero dal 1950 a.C. al 1365 a.C., Medio Impero dal 1365 a.C. al 932 a.C. e Nuovo Impero dal 932 a.C. al 612 a.C. Gli Assiri erano stati fortemente influenzati dalla vicina Mesopotamia di conseguenza si notano poche differenze tra le due architetture ed è capitato che qualche volta ci siano stati scambi di appartenenza.

## Linee generali
A differenza dell'architettura egizia, realizzata con materiali durissimi e resistentissimi, i monumenti mesopotamici (Assiria, Caldea e Babilonia) sono quasi interamente perduti essendo essi stati eretti in parte in mattoni seccati al sole o cotti in fornace. La debolezza dei materiali spinse gli assiri a esagerare lo spessore dei muri, che risultavano sproporzionati rispetto ai volumi racchiusi, e a non realizzare strutture sostenute da pilastri e colonne tipici invece delle architetture greca ed egiziana.
Dai resti del palazzo di Khorsabad si può avere un'idea della grandiosità dell'architettura assira: l'area era divisa in numerosi sale e cortili coperti da cupole di ogni forma e circondati da colonnati costituiti da alti colonnati in cedro del Libano, ricoperti da lamine in rame e sostenenti soffitti anch'essi in cedro. Le porte di ingresso ai palazzi erano sovente fiancheggiate dai tipici tori alati a testa umana scolpiti in lastre di alabastro con funzione di piedritto degli archivolti delle porte stesse. Gli assiri fecero anche uso di capitelli, uno dei quali fu rinvenuto sempre a Khorsabad: è in calcare, di forma tozza sferoidale ornato da festoni curvilinei.

## I Palazzi
I principali reperti architettonici Assiri sono enormi e fastosi palazzi reali, il più conosciuto è quello di Sargon II. Questi palazzi avevano due ambienti differenti, gli ambienti ufficiali si affacciavano sui cortili d'accesso mentre gli ambienti privati su cortili interni. Questi edifici erano caratterizzati da enormi portali sui quali lati sorgevano statue di animali mitologici. La sala del trono era sempre collegata al piano superiore dove si trovavano gli alloggi del sovrano. La tecnica di costruzione erano i mattoni d'argilla essiccata. Inoltre alcuni sovrani noti per la loro ferocia rivestivano le mura con pelle umana.
Tra le innovazioni architettoniche apportate da Assurnasirpal II nel Palazzo Nord-Ovest di Nimrud, quella più rivoluzionaria è la decorazione a bassorilievo su lastre ortostatiche, con monumentali cicli narrativi scultorei.
Il Palazzo Reale a Khorsabad di Sargon II presenta una innovativa visione spaziale, libera dai criteri di simmetria presenti nei precedenti complessi palaziali, attraverso l'ampliamento della prospettiva visiva costituito dall'assialità dei portali ed ampi spazi monumentali aperti disposti irregolarmente.
Nel portale di accesso al Palazzo la struttura ad arco era fiancheggiata da torri, mentre maestosi Lamassu erano scolpiti nella parte angolare del portale.

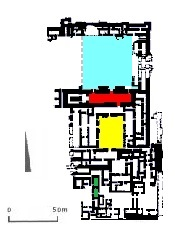
Pianta del palazzo Nord-Ovest a Nimrud. Sono evidenziate le due corti principali (ciano e giallo) e la sala del trono (rosso)
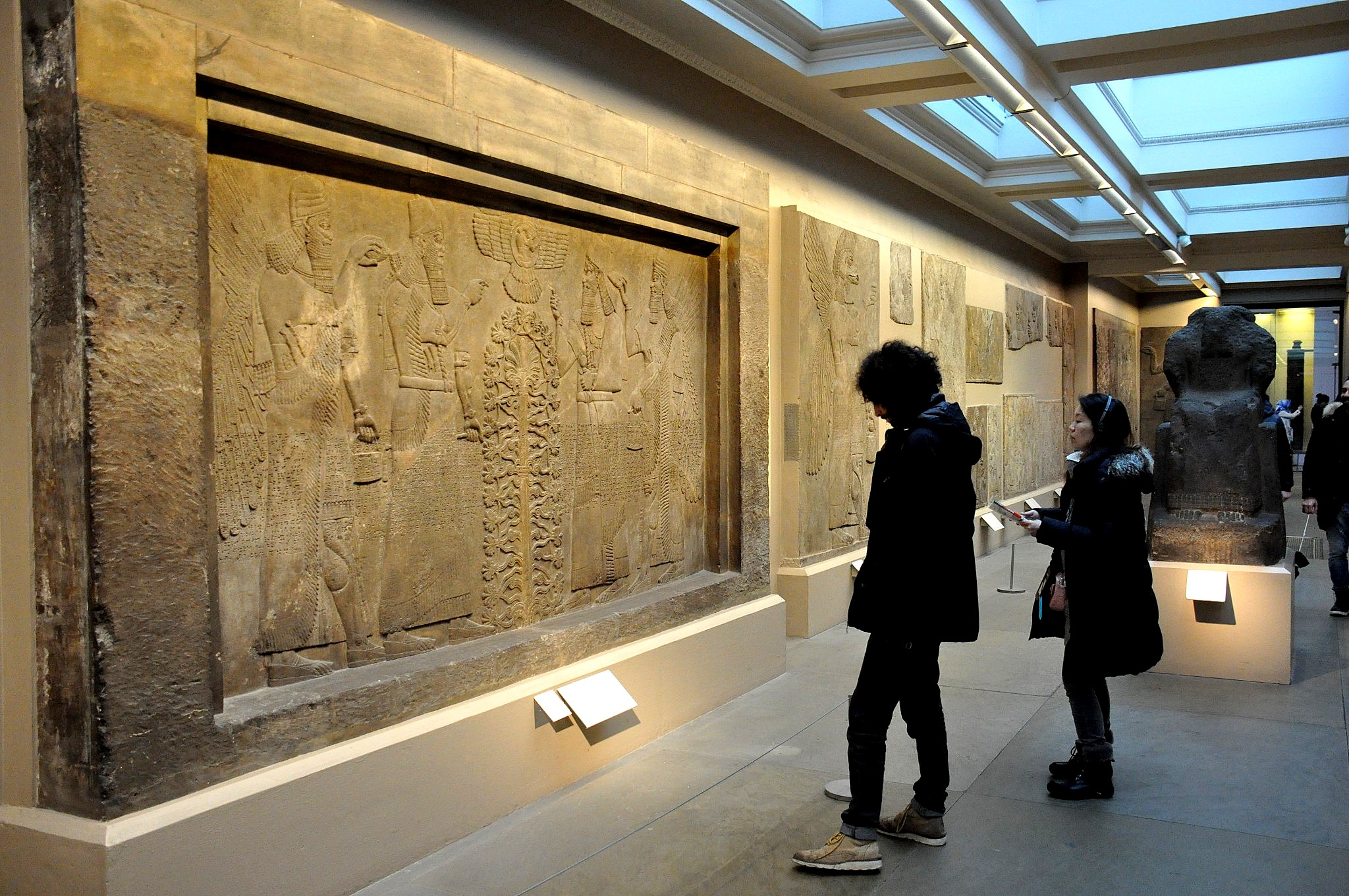
Rilievo con cerimonia rituale, dal palazzo di Assurnasirpal II a Nimrud, IX secolo a.C., Londra, British Museum
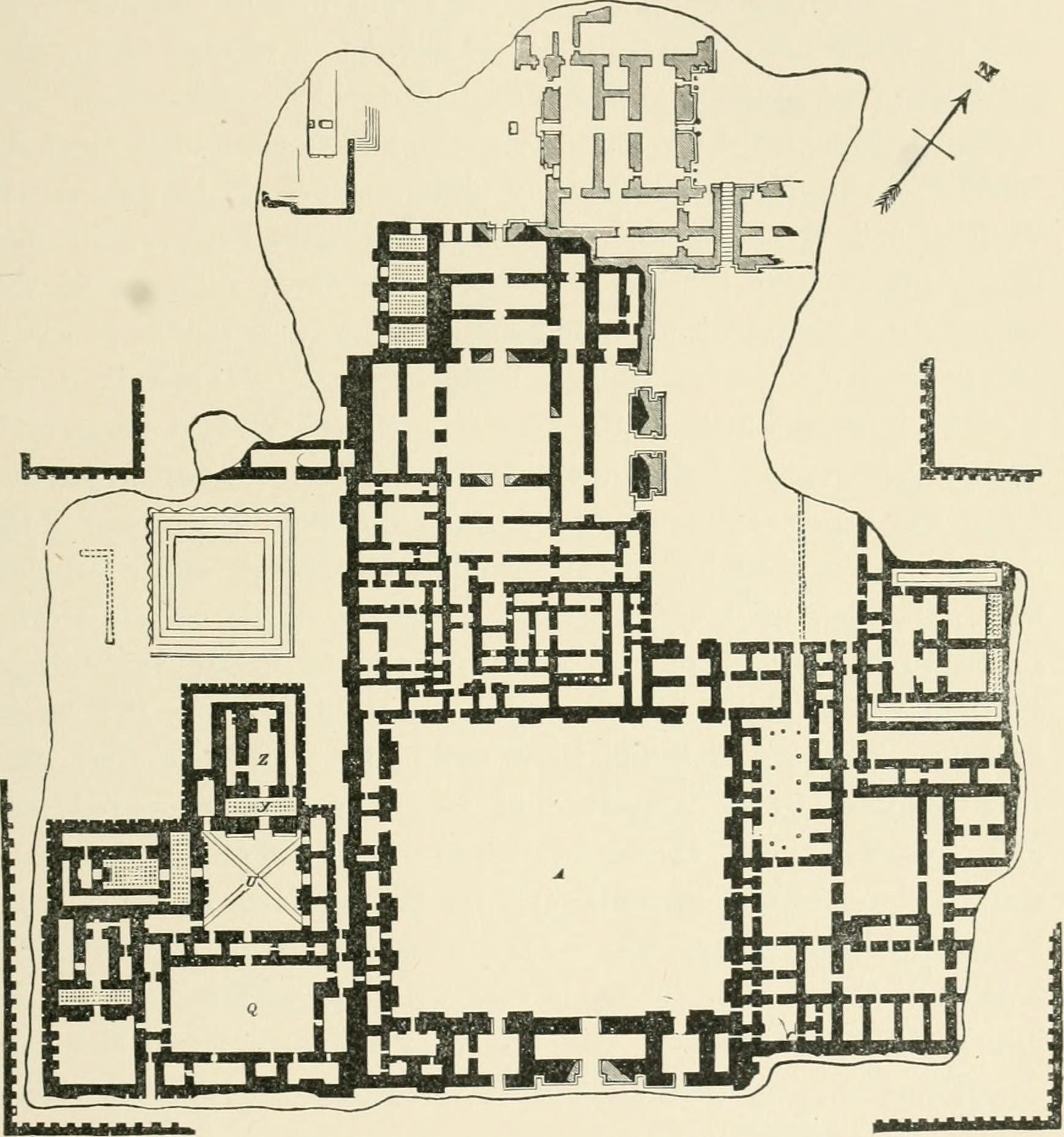
Ricostruzione della pianta del Palazzo di Sargon II a Khosrabad
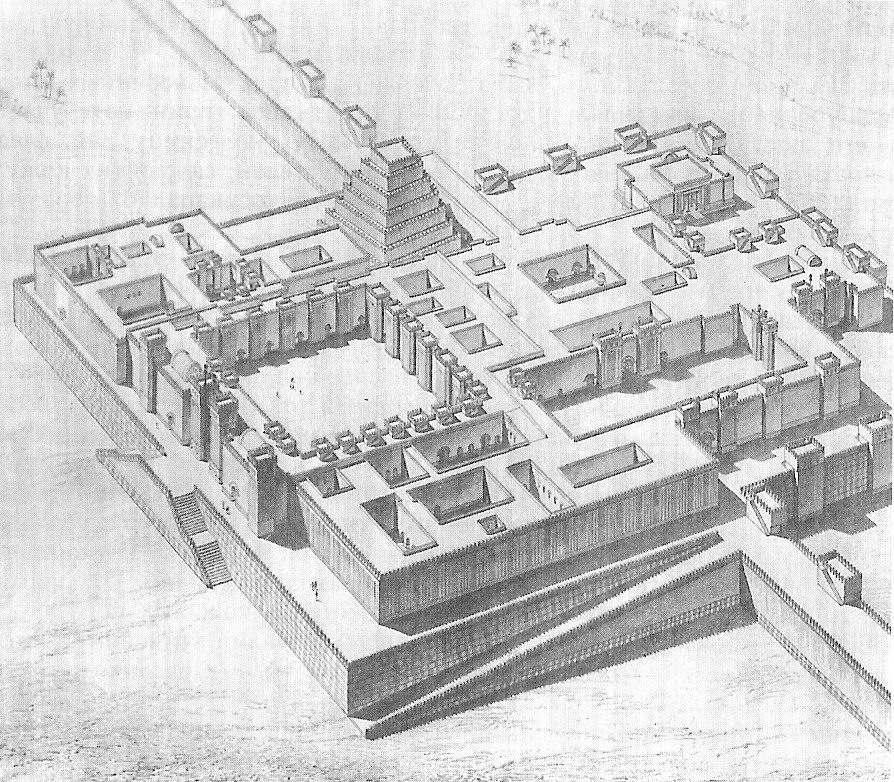
Ricostruzione ipotetica del Palazzo di Sargon II a Khosrabad
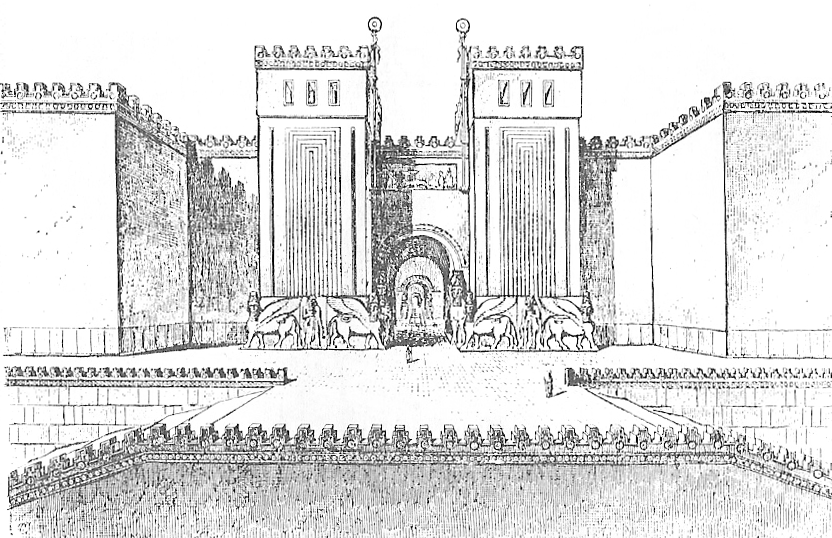
Porta del Palazzo di Sargon II
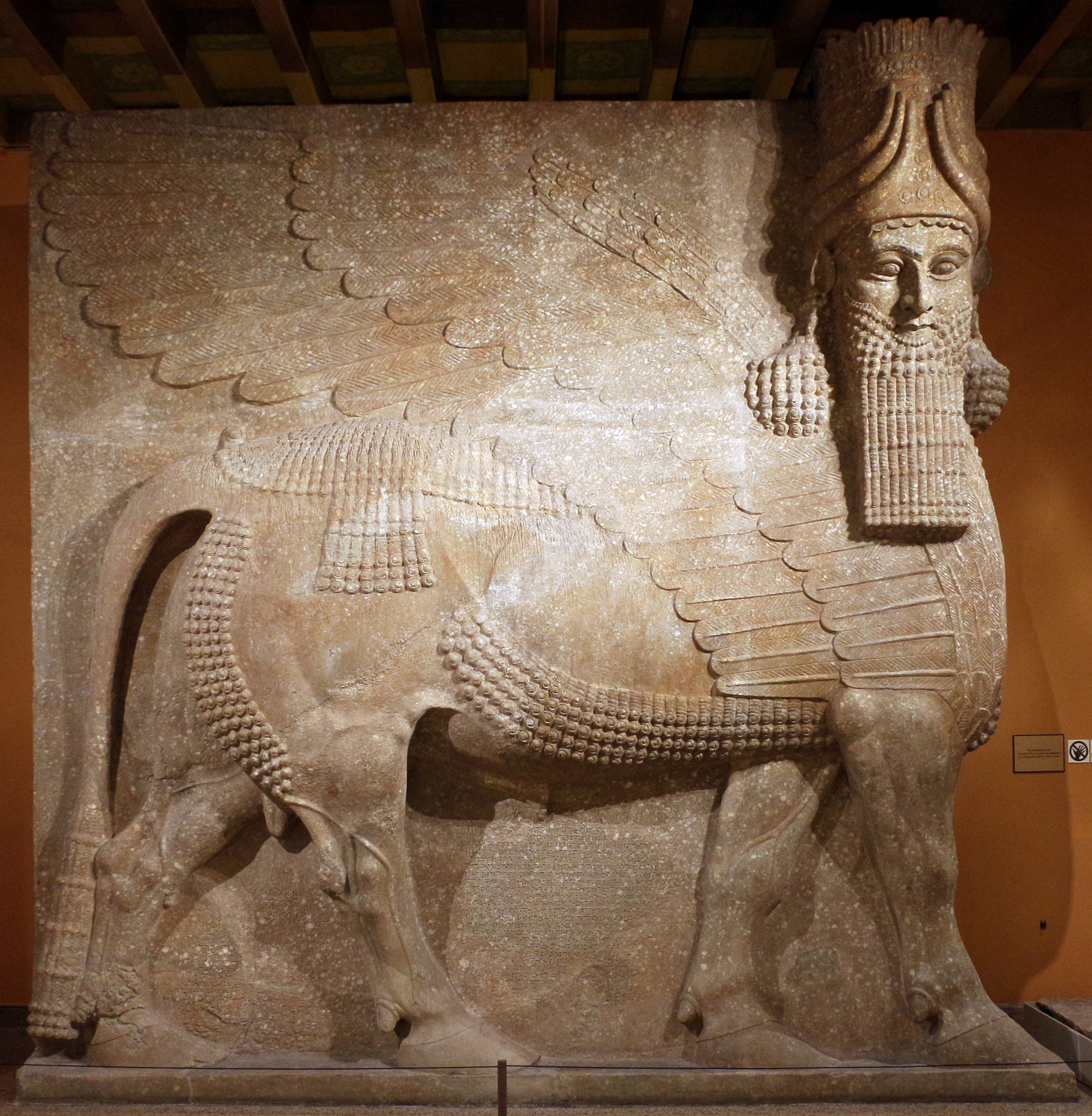
Lamassu dal Palazzo di Sargon II